# Stoppelberg

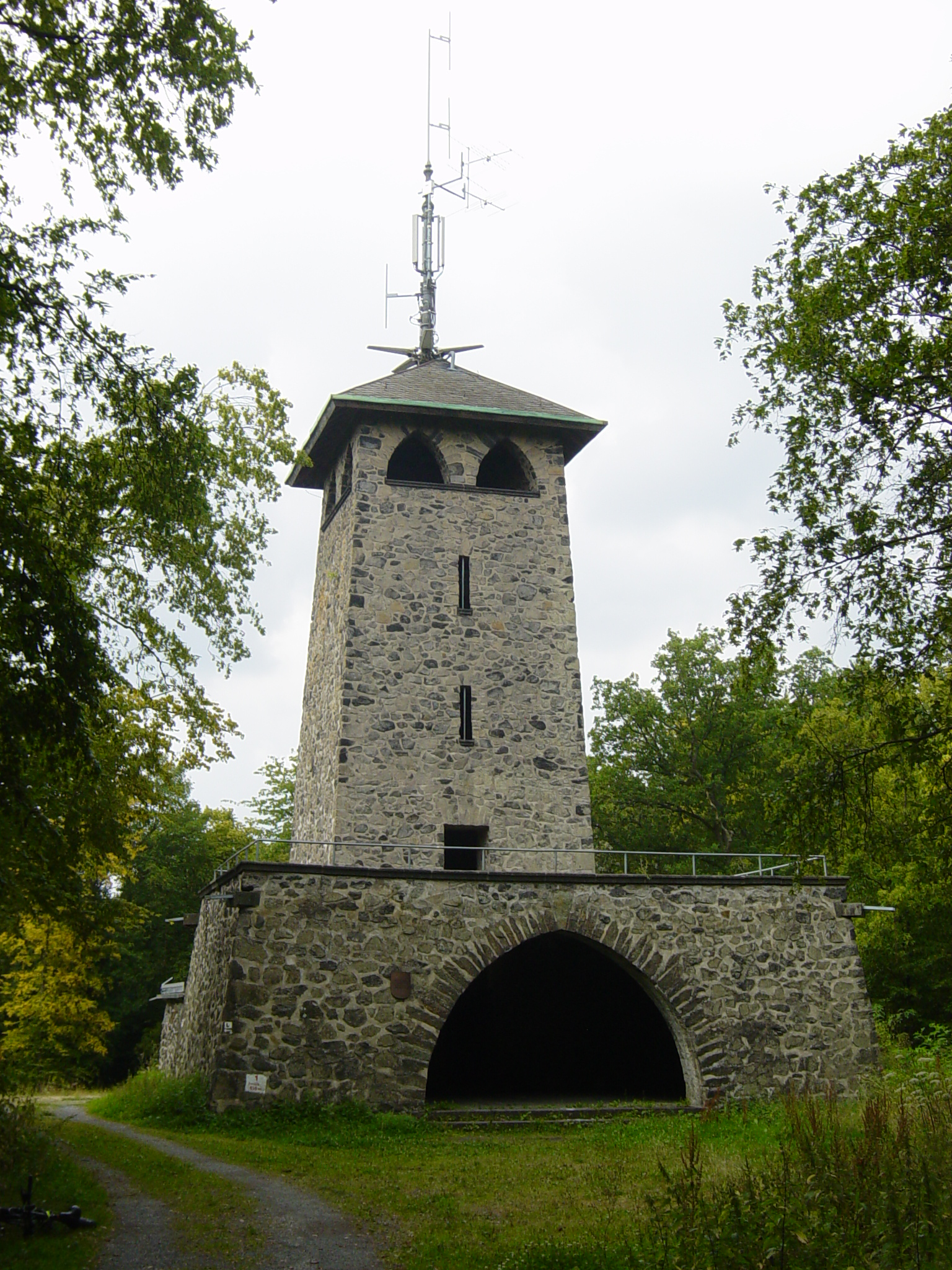
Stoppelberg: Aussichtsturm

Der Stoppelberg im Wetzlarer Stadtgebiet im mittelhessischen Lahn-Dill-Kreis ist ein erloschener Vulkan mit 401,2 m ü. NHN im Taunus. Der Gipfel der Basaltkuppe ist der höchste Punkt Wetzlars.

## Geographie

### Lage
Der Stoppelberg mit seinem in Richtung Südwesten langgestrecktem Rücken liegt an den nördlichen Ausläufern des Östlichen Hintertaunus. Er befindet sich im äußeren Norden des Naturparks Taunus rund 3,3 km südsüdöstlich der Wetzlarer Altstadt und rund 2,4 km (jeweils Luftlinie) östlich von dessen Ortsteil Nauborn. Westlich vorbei am Berg fließt der Lahn-Zufluss Wetzbach.

### Naturräumliche Zuordnung
Der Stoppelberg gehört in der naturräumlichen Haupteinheitengruppe Taunus (Nr. 30) und in der Haupteinheit Östlicher Hintertaunus (302) zur Untereinheit Wetzlarer Hintertaunus (302.0).

## Geologie
Der Stoppelberg ist die durch Erosion freigelegte Schlotfüllung eines isolierten Vulkans, eines Ausläufers des Vulkanismus des Vogelsbergs. Das Vulkangebäude selbst wie auch die den ehemaligen Vulkan umgebende alte Landoberfläche sind hier restlos abgetragen worden, wodurch der ehemals im tiefen Untergrund verborgene Schlot sichtbar wurde. Den Gipfel umgeben mächtige herabgewitterte Schuttablagerungen. Der Schlot hat Tonschiefer und Grauwacken des Karbon durchschlagen, die in der Umgebung anstehen. Da diese Gesteine weicher sind, wurde er von der Abtragung herauspräpariert (Härtling). Das Gestein, nach alter Nomenklatur Nephelinbasalt genannt, ist nach neuer Nomenklatur ein Basanit.

## Besiedlung
Der Stoppelberg und die Umgegend waren schon früh besiedelt: Ab der Mittelsteinzeit (10.000 bis 4.500 v. Chr.) lebten hier Menschen. Dies ist durch Funde aus unterschiedlichen vorgeschichtlichen Epochen belegt. Aus der Bronzezeit ist rund um den Berg neben Hügelgräbern, auch die Urnenfelderkultur zu finden. Die Wallanlagen auf dem Stoppelberg datieren wohl in die ältere Eisenzeit (Hallstatt D, 650–475 v. Chr.), es könnte sich also um eine befestigte Höhensiedlung, eine sogenannte Burg, handeln.
Etwa 1,4 km (Luftlinie) westlich des Berggipfels befindet sich eines der Wetzlarer Ausflugsziele, das zur Gemarkung von Nauborn gehörende Kirschenwäldchen als kleines, ruhiges Wochenendhausgebiet mit Gastbetrieben und Gartenlokalen.

## Aussichtsturm
Auf dem Stoppelberg steht der jüngste Aussichtsturm Wetzlars. Er wurde 1929 von der Firma Hollmann als Ersatz für den baufällig gewordenen hölzernen Vorgänger erbaut.

## Sendestation
2004 begann man mit dem Bau eines 48 m hohen, als Stahlfachwerkkonstruktion ausgeführten Sendeturms.

### Frequenzen und Programme

#### Analoges Radio (UKW)
Beim Antennendiagramm sind im Falle gerichteter Strahlung die Hauptstrahlrichtungen in Grad angegeben.
| Frequenz (MHz) | Programm | RDS PS                | RDS PI                | Regionalisierung | ERP (kW) | Antennendiagramm rund (ND)/gerichtet (D) | Polarisation horizontal (H)/vertikal (V) |
| -------------- | -------- | --------------------- | --------------------- | ---------------- | -------- | ---------------------------------------- | ---------------------------------------- |
| 90,5           | hr4      | hr4Mitte, __hr4___ 1) | D764 (regional), D364 | Mittelhessen     | 0,32     | D (300°-80°)                             | H                                        |

1) Manchmal dynamisch mit Sendungsinformationen, Musiktitelinformationen oder Webadressen

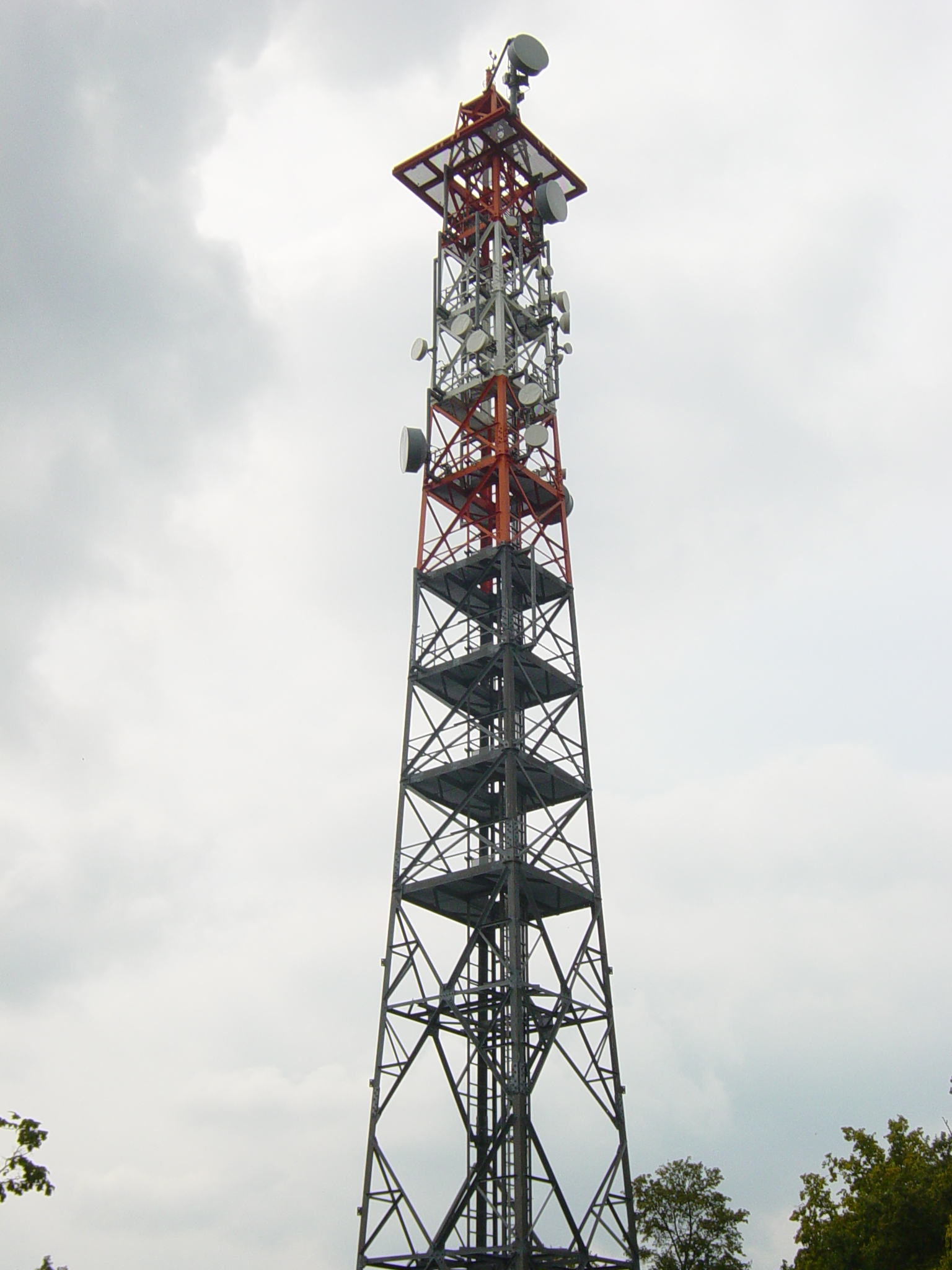
Stoppelberg: Sendeturm

#### Weitere Funkdienste
| Sendername                 | Region                           | Frequenz/Wellenlänge | ERP   |
| -------------------------- | -------------------------------- | -------------------- | ----- |
| Leitstelle Lahn-Dill – BOS | LDK süd                          | 4 m                  | 20 W  |
| Reportage-Sender           | keine                            | 653 MHz              | k. A. |
| E.ON                       | keine                            | 77,99 MHz            | k. A. |
| E-Plus                     | Wetzlar süd                      | 1800 MHz             | k. A. |
| Vodafone                   | Richtfunkstrecke                 | GHz                  | k. A. |
| BOS-Digitalfunk            | Rettungsdienst/Feuerwehr/Polizei | 350 MHz              | k. A. |

## Verkehr und Wandern
Nördlich vorbei am Stoppelberg führt durch Wetzlarer Gemarkungsteile die Landesstraße 354, von der die Kreisstraße 352 (nach Weidenhausen) und von dieser, kurz darauf, die K 988 (nach Nauborn-Kirschenwäldchen) abzweigt. Zum Beispiel an diesen Straßen beginnend kann man den Berg auf zumeist Waldwegen und -pfaden erwandern.